# Gabriele Leidloff
Gabriele Leidloff (* 1958 in Göttingen) ist eine deutsche Künstlerin, Autorin und Schauspielerin. Als Künstlerin arbeitet sie mit Video, Film, Fotografie und bildgebenden Verfahren und ist Initiatorin des Projektes log-in / locked out, ein Forum zwischen Kunst und Neurowissenschaft.

## Karriere
Leidloff war einige Jahre freiberuflich beim NDR und für Theaterinszenierungen bei der internationalen Kulturfabrik Kampnagel in Hamburg tätig. Seit 1994 arbeitet, kuratiert und unterrichtet sie in den Bereichen Medien, Film und Video.
Gabriele Leidloff berichtet darüber hinaus journalistisch über Aktuelles in diesen Genres u. a. für daybyday.press,kultura-extra.de und black box – filmpolitischer Informationsdienst.

## Werk
Zusätzlich zu Film, Fotografie und Video arbeitet Gabriele Leidloff mit bildgebenden Verfahren, z. B. Röntgen, Ultraschall, Computertomografie und Eye-Tracking, die sie wie traditionelle Foto- und Filmkameras einsetzt. Das von Leidloff 1997 initiierte Forum zwischen Kunst und Neurowissenschaft, log-in / locked out, thematisiert die Konstruktion von mentalen Bildern. log-in / locked out steht unter der Schirmherrschaft der UNESCO.
Eine Auswahl der in Galerien, Museen und Universitäten präsentierten Ausstellungen und Filmscreenings von Gabriele Leidloff sind:
- The Filmic Body. Art & Brain in Dialogue, Filmuniversität Babelsberg Konrad Wolf, Institut für künstlerische Forschung, Potsdam, 2014. The Filmic Body. Art & Brain in Dialogue[5]
- Ugly Casting 1.9.[6], Zona Sztuki Aktualnej, Stop and Motion[7], dokumentART, Szczecin, 2013
- In Pursuit, Goethe-Zentrum, Rencontres du Film Court, Antananarivo, 2012
- In Pursuit of Face and Object / Art and image generating techniques[8], Académie Libanaise des Beaux-Arts, Goethe-Institut Libanon, Beirut, 2012
- Ugly Casting 1.8., Universität Heidelberg, 2011[9]
- Roentgenogram, X-ray & Photographs, National Centre for Contemporary Arts, Moscow, 2009[10]
- Ugly Casting 1.7., Zentrum für Informations- und Medientechnologie, Universität Siegen, 2008[11]
- Sur-faces - Marc Didou and Gabriele Leidloff, The Naughton Gallery at Queen’s University, Belfast, 2007[12]
- Victory over the Sun, National Centre for Contemporary Arts, Goethe-Institut Moskau, Moscow, 2007
- Ugly Casting, Deutsche Fotografische Akademie, Deichtorhallen Hamburg, 2006
- Image generating techniques and what they do not generate, Universität Freiburg, 2005[13]
- Image and Imagination, New York University, 2005
- Ugly Casting 1.5., Wissenschaftskolleg zu Berlin, 2005
- Das letzte Bildnis, Georg Kolbe Museum, Berlin, 2004
- Ugly Casting 1.4., Goethe-Institut, Berlin, 2004
- Images of the Sciences and Scientists in visual Media, New York University, 2003
- Junge Akademie, Akademie der Künste, Berlin, 2002
- log-in / locked out, New School University / Parsons School of Design, New York, 2001[14]
- Theater der Natur und Kunst, Martin-Gropius-Bau Berlin, 2000
- log-in / locked out, Digital Media Center for the Arts, Yale University, New Haven, 2000[15]
- video cult/ures, ZKM | Museum für Neue Kunst, Karlsruhe, 1999
- Portraits, Trans Hudson Gallery, New York, 1999
- The Luminous Image, Lubelski Gallery, New York / Velan Centro per l´arte contemporanea, Turin, 1998
- Ugly Casting 1.1., Art Resources, New York, 1998
- ravages/Baustelle, Hybrid WorkSpace, documenta X, Kassel, 1997
- Short Cuts, DASA, Dortmund, 1997[16]
- Scans: X-ray Film Strip, Columbia University, New York, 1997

## Veröffentlichungen (Auswahl)
- G. Leidloff: In Pursuit, in: Rachel Rits-Volloch, Emilio Rapanà (Hg.), MOMENTUM Collection. Berlin 2020.[17]
- W. H. Zangemeister: Excursus on a video of a moving visual object (G. Leidloff), in: Eye-Vision-Mind-Neuroaesthetics: Naive and professional views of art and non-art. Hamburg 2016.
- G. Leidloff: Ugly Casting 1.9., Stop and Motion, in: Stowarzyszenie OFFicyna, Ośrodek Teatralny Kana (Hg.), 22. dokumentART. Szczecin 2013.
- B. Hüppauf: Eine neue Unschärfe, in: H. Gaßner, D. Koep (Hg.), Unscharf. Nach Gerhard Richter. Ostfildern 2011.
- T. Vollmer, G. Koppen: Das Gas-Gefäss Mensch - Aufbruch, in: T. Vollmer, G. Koppen (Hg.), Die Erkrankung des Raumes. München 2010.
- D. Poeppel, C. Stroud: The Nature of Face Recognition, in: B. Hüppauf, C. Wulf (Hg.), Dynamics and Performativity of Imagination. New York 2009.[18]
- G. Leidloff, W. Singer: Neurowissenschaft und zeitgenössische Kunst, in: B. Hüppauf, P. Weingart (Hg.), Frosch und Frankenstein. Bielefeld 2009.
- G. Leidloff, W. Singer: Neuroscience and Contemporary Art, in: B. Hüppauf, P. Weingart (Hg.), Science Images and popular Images of the Sciences. New York 2007.
- J. Bader: No Help in Believing. / M. Gisbourne: `Forgetful of the Shadows Speed.` The Works of Gabriele Leidloff, in: V. Patsyukov (Hg.), Victory over the Sun. Moskau 2007.
- S. Casini: The enchanting World of Gabriele Leidloff, in: Peter FitzGerald (Hg.), Circa Art Magazine. Dublin 2006.[19]
- D. Poeppel, C. Stroud: Gesichtserkennung aus der Perspektive der kognitiven Neurowissenschaften, in: B. Hüppauf, C. Wulf (Hg.), Bild und Einbildungskraft. München 2006.
- U. Winters: Brückenbauer zwischen den Kulturen, in: R. Breuer (Hg.), Gehirn & Geist. Heidelberg 2006.
- B. Hüppauf: Image and Imagination, in: M. Thompson, S. Bronner (Hg.), Logos, A Journal of Modern Society and Culture. New York 2005.[20]
- E. Blume: Neue Wege an der Schnittstelle zwischen Kunst und Wissenschaft, in: Deutschland, Societäts-Verlag, Frankfurt a. M. 2004, in Zusammenarbeit mit dem Auswärtigen Amt.[21]
- B. Hüppauf: Images of the Sciences and Scientists in visual Media, in: A. Lubelski (Hg.), NY Arts Magazine. New York 2003.
- W. Singer: Art or Science, in: M. Thompson, S. Bronner (Hg.), Logos. A Journal of Modern Society and Culture. New York 2002.
- I. Dressler: Vergiss nicht zu sterben!, in: S. Drüh, B. Richard (Hg.), Kunstforum International. Choreografie der Gewalt. Ruppichteroth 2001.[22]
- W. Singer: Kunst oder Wissenschaft, in: H. Bredekamp, J. Brüning, C. Weber (Hg.), Theater der Natur und Kunst. Theatrum naturae et artis. Berlin 2000.
- G. Leidloff: log-in / locked out, in: O. Breidbach, K. Clausberg, K.P. Dencker (Hg.), Video, ergo sum. Hamburg 1999
- W. H. Zangemeister: Ad Gabriele Leidloff: Video of a Moving Visual Object, in: U. Frohne (Hg.), video cult/ures. multimediale Installationen der 90er Jahre. Köln 1999.[23]
- N. Zimnik:  ´Give me a body`. Deleuze`s Time Image and the Taxonomy of the Body in the Work of Gabriele Leidloff, in: J. Roberts (Hg.), Enculturation. Arlington 1998.[24]
- C. Roberts: Ugly Casting, in: hARTware projekte e.V. (Hg.), Short Cuts: Anschlüsse an den Körper. Dortmund 1997.
- R. Kelly: The Flight of the Crows, in: J. Abel, R. Galitz, W. Schömel (Hg.), Hamburger Ziegel. Jahrbuch für Literatur. Hamburg 1996.[25]

## Filmografie und Videospiel
- 1992: Die Terroristen!
- 1994: Terror 2000 – Intensivstation Deutschland
- 1995: Unter Uns
- 1996: Durchgebraten
- 1997: Die Contr-Contras (Kurzfilm, Stimme)
- 1997: Katharina & Witt, Fiction & Reality (Stimme)
- 2008: Das Schwarze Auge – Drakensang (Videospiel: Stimme)